# Чемпионат России по волейболу среди женщин 1995/1996
5-й Чемпионат России по волейболу среди женщин во вновь образованной суперлиге проходил с октября 1995 по апрель 1996 года с участием 8 команд. Чемпионский титул в 5-й раз подряд выиграла екатеринбургская «Уралочка».

## Регламент турнира
В суперлиге принимали участие 8 команд. Соревнования проводились в два этапа — предварительный и финальный. На предварительном этапе соревнования проходили по туровой системе. Лучшие 4 команды вышли в финальный этап. Оставшаяся четвёрка разыграла места с 5-го по 8-е.
За победу команды получали 2 очка, за поражение — 1, за неявку — 0. При равенстве очков у двух и более команд расстановка определялась по соотношению выигранных и проигранных партий во всех матчах. В заявку на матч разрешалось заявлять 12 волейболисток.

## Суперлига

### Предварительный этап
| М | Команда                      | 1           | 2           | 3           | 4           | 5           | 6           | 7           | 8           | И  | В  | П  | С/П   | О  |
| - | ---------------------------- | ----------- | ----------- | ----------- | ----------- | ----------- | ----------- | ----------- | ----------- | -- | -- | -- | ----- | -- |
| 1 | ЦСКА Москва                  |             | 0:3 0:3 3:2 | 3:1 1:3 3:0 | 3:0 3:0 3:2 | 3:1 3:1 3:1 | 3:0 3:1 3:0 | 3:1 3:0 3:0 | 3:0 3:0 3:0 | 21 | 18 | 3  | 55:19 | 39 |
| 2 | «Уралочка» Екатеринбург      | 3:0 3:0 2:3 |             | 3:0 0:3 0:3 | 3:1 3:0 2:3 | 3:0 3:0 3:0 | 1:3 3:0 3:0 | 3:0 3:0 3:0 | 3:1 3:1 3:0 | 21 | 16 | 5  | 53:18 | 37 |
| 3 | «Уралтрансбанк» Екатеринбург | 1:3 3:1 0:3 | 0:3 3:0 3:0 |             | 1:3 0:3 3:0 | 3:1 3:0 0:3 | 3:1 3:1 3:0 | 1:3 3:0 3:0 | 3:0 3:1 3:0 | 21 | 14 | 7  | 45:23 | 35 |
| 4 | «Россы» Москва               | 0:3 0:3 2:3 | 1:3 0:3 3:2 | 3:1 3:0 0:3 |             | 3:1 3:0 3:0 | 3:0 3:0 3:1 | 1:3 1:3 3:0 | 3:1 3:2 3:0 | 21 | 13 | 8  | 44:32 | 34 |
| 5 | «Метар» Челябинск            | 1:3 1:3 1:3 | 0:3 0:3 0:3 | 1:3 0:3 3:0 | 1:3 0:3 0:3 |             | 3:1 2:3 3:2 | 3:0 3:2 3:0 | 3:0 3:1 3:2 | 21 | 9  | 12 | 34:44 | 30 |
| 6 | «Спартак» Омск               | 0:3 1:3 0:3 | 3:1 0:3 0:3 | 1:3 1:3 0:3 | 0:3 0:3 1:3 | 1:3 3:2 2:3 |             | 3:0 3:1 2:3 | 3:0 3:1 3:0 | 21 | 7  | 14 | 30:44 | 28 |
| 7 | «Динамо» Краснодар           | 1:3 0:3 0:3 | 0:3 0:3 0:3 | 3:1 0:3 0:3 | 3:1 3:1 0:3 | 0:3 2:3 0:3 | 0:3 1:3 3:2 |             | 3:0 0:3 3:0 | 21 | 6  | 15 | 22:50 | 27 |
| 8 | «Синяя птица» Балаково       | 0:3 0:3 0:3 | 1:3 1:3 0:3 | 0:3 1:3 0:3 | 1:3 2:3 0:3 | 0:3 1:3 2:3 | 0:3 1:3 0:3 | 0:3 3:0 0:3 |             | 21 | 1  | 20 | 13:60 | 21 |

ЦСКА, «Уралочка», «Уралтрансбанк» и «Россы» вышли в финальный этап первенства.

### Финальный этап
Первенство было разыграно в ходе двухкругового турнира, прошедшего 1-7 апреля в Белгороде.
| М | Команда                      | 1       | 2       | 3       | 4       | И | В | П | С/П   | О  |
| - | ---------------------------- | ------- | ------- | ------- | ------- | - | - | - | ----- | -- |
| 1 | «Уралочка» Екатеринбург      |         | 3:0 3:1 | 3:1 3:2 | 3:0     | 6 | 6 | 0 | 18:4  | 12 |
| 2 | ЦСКА Москва                  | 0:3 1:3 |         | 1:3 3:0 | 2:3 3:0 | 6 | 2 | 4 | 10:12 | 8  |
| 3 | «Уралтрансбанк» Екатеринбург | 1:3 2:3 | 3:1 0:3 |         | 1:3 3:2 | 6 | 2 | 4 | 10:15 | 8  |
| 4 | «Россы» Москва               | 0:3     | 3:2 0:3 | 3:1 2:3 |         | 6 | 2 | 4 | 8:15  | 8  |

### За 5-8 места
Команды играли с учётом игр между собой на предварительном этапе.
Итоговая расстановка
| 5. «Метар» Челябинск      |
| 6. «Спартак» Омск         |
| 7. «Динамо» Краснодар     |
| 8. «Синяя птица» Балаково |

### Команды-призёры
«Уралочка» (Екатеринбург)
Елена Василевская, Евгения Артамонова, Елизавета Тищенко, Елена Година, Наталья Морозова, Валентина Огиенко, Инесса Емельянова, Елена Тюрина (Батухтина), Ирина Лобзова, Елена Сенникова.
Главный тренер — Николай Карполь.
 ЦСКА (Москва)
Марина Харчинская, Ольга Поташова, Наталья Жарова, Наталья Макарова, Ольга Морозова, Елена Бондаренко, Наталья Шигина, Анастасия Горбачёва, Марина Кумыш, Марина Иванова, Светлана Никольская.
Главный тренер — Леонид Зайко.
 «Уралтрансбанк» (Екатеринбург)
Марина Панкова, Мария Лихтенштейн, Инесса Емельянова, Ирина Донец, Анастасия Беликова, Александра Сорокина, Юлия Суханова, Лариса Яровенко, Анжела Гурьева.
Главный тренер — Николай Карполь.

## Высшая лига «А»
Итоговая расстановка
| 1. ЦСК ВВС «Искра» (Самара)           |
| 2. «Заречье-Одинцово» Московская обл. |
| 3. «Малахит» (Екатеринбург)           |
| 4. «Забайкалка» (Чита)                |
| 5. «Белые звёзды» Белгород            |
| 6. ТТУ (Санкт-Петербург)              |
| 7. «Экран» (Санкт-Петербург)          |
| 8. «Уфимка» (Уфа)                     |

ЦСК ВВС «Искра», «Заречье-Одинцово», «Малахит» и «Забайкалка» получили право на выступление в суперлиге в сезоне 1996—1997.

## Высшая лига «Б»
Итоговая расстановка
| 1. «Факел» (Новый Уренгой) |
| 2. «Алтай» (Барнаул)       |
| 3. «Тулица-Туламаш» Тула   |
| 4. «Спутник» (Новосибирск) |
| 5. «Основа» (Иваново)      |
| 6. «Рекорд» (Воронеж)      |
| 7. «Геолог» (Тюмень)       |
| 8. «Фортуна» (Москва)      |

## Первая лига
Итоговая расстановка
| 1. МГФСО (Москва)                  |
| 2. «Буревестник» (Калининград)     |
| 3. «Якутяночка» (Якутск)           |
| 4. «Металлист» (Каменск-Уральский) |
| 5. «Ника» (Красноярск)             |
| 6. «Муза» (Нижний Новгород)        |
| 7. ЦСК ВВС «Искра»-2 (Самара)      |
| 8. «Взлёт» (Крымск)                |
| 9. «Кама» (Набережные Челны)       |
| 10. «Дружба» (Йошкар-Ола)          |
| 11. РоАЭС (Волгодонск)             |
| 12. «Темп» (Ижевск)                |
| 13. «Темп» (Кузнецк)               |
| 14. СКИФ (Волгоград)               |
| 15. «Надежда» (Серпухов)           |
| 16. «Экономист» (Саратов)          |
| 17. «Метар»-2 (Челябинск)          |
| 18. «Буревестник» (Оренбург)       |

## Переходный турнир команд первой и второй лиг
Участвовали команды, занявшие 15-18 места в первой лиге, и 1-4 места во второй лиге.
Итоговая расстановка
| 1. «Магия» (Липецк)          |
| 2. «ТМЗ» (Тутаев)            |
| 3. «Экономист» (Саратов)     |
| 4. «Метар»-2 (Челябинск)     |
| 5. «Надежда» (Серпухов)      |
| 6. ЭВОС (Пенза)              |
| 7. «Дончанка» (Новочеркасск) |
| 8. «Буревестник» (Оренбург)  |

По итогам переходного турнира «Магия», «ТМЗ», «Экономист» и «Метар»-2 получили право на выступление в первой лиге в сезоне 1996—1997.

## Вторая лига
Итоговая расстановка
| 1. «Магия» (Липецк)              |
| 2. «ТМЗ» (Тутаев)                |
| 3. ЭВОС (Пенза)                  |
| 4. «Дончанка» (Новочеркасск)     |
| 5. «Спартак»-2 (Омск)            |
| 6. «Педагог» (Магнитогорск)      |
| 7. «Орловчанка» (Орёл)           |
| 8. «Сбербанк» (Москва)           |
| 9. «Каучук» (Стерлитамак)        |
| 10. МГФСО-2 (Москва)             |
| 11. «Россиянка» (Выкса)          |
| 12. «Волгодончанка» (Волгодонск) |
| 13. «Ирбитчанка» (Ирбит)         |
| 14. КМЗЭ (Кыштым)                |
| 15. «Искра» (Новочебоксарск)     |
| 16. «Синяя птица»-2 (Балаково)   |